# Eduard Grau
Eduard Grau ( Barcelona, 1981 ) ,conocido profesionalmente como Edu Grau, es un director de fotografía español residente en Los Ángeles, Estados Unidos.  

## Trayectoria
A los 13 años tuvo claro que quería dedicarse al cine, y decidió formarse en la ESCAC (Escuela Superior de Audiovisuales) de Barcelona, donde decidió decantarse por la fotografía. MIentras estudiaba dirigió la fotografía de La ruta natural (2004), de Álex Pastor, nominado a Mejor Cortometraje en los Premios Goya de 2006  También recibió formación en la National Film and Television School de Beaconsfield, Inglaterra. 
Tras diversos cortometrajes, debutó en el largometraje con Honor de caballería (2006), de Albert Serra:, En 2008, conoció a una productora en la cola de un cine en el Festival de Edimburgo, y gracias a ella Tom Ford le ofreció ser el director de fotografía de su película A single man de Tom Ford que le cambió su vida. 
Su dirección de fotografía en Buried de Rodrigo Cortés le valió una nominación a los Premios Goya .Su segunda nominación le llegó con Quién te cantará (2017) En su tercera nominación se llevó el Premio Goya mejor dirección de fotografía 2025, por La habitación de al lado, la primera película de Pedro Almodóvar en inglés, con Julianne Moore y Tilda Swinton.
También ha hecho anuncios y videoclips como Born This Way de Lady Gaga . 
Residente en Estados Unidos, es miembro de la American Society of Cinematographers. 

## Filmografía seleccionada
- 2006 : Honor de caballería de Albert Serra [6]
- 2009 : A Single Man de Tom Ford [6]
- 2010 : Buried de Rodrigo Cortés [6]
- 2010 : Finisterrae de Sergio Caballero [6]
- 2011 : La Maison de las sombras de Nick Murphy
- 2012 : No Place on Earth de Janet Tobias
- 2014 : Suite française de Saul Dibb [1]
- 2015 : The Gift de Joel Edgerton [3]
- 2015 : Sufragistas de Sarah Gavron [1]
- 2017 : Quién Te Cantará de Carlos Vermut [8]
- 2020: The Way Back, de Gavin O'Connor
- 2022: Me llamaban Magic Johnson (Miniserie documental, de Rick Famuyiwa , Apple TV)
- 2024: Beverly Hills Cop: Axel F , de Mark Molloy.

- 2025: La habitación de al lado. de Pedro Almodóvar. [9]

## Premios
- Independent Spirit Award a la mejor dirección de fotografía 2022, por la película Passing.
- Premio Goya mejor dirección de fotografía 2025, por La habitación de al lado. [5]